# Джаг-Джаг
Джаг-Джаг (тур. Çağ Çağ Deresi, араб. نهر جقجق‎; в верховье Кергабунизра) — река в Турции (ил Мардин) и Сирии (мухафаза Эль-Хасака). Левый приток Хабура (бассейн Евфрата). Античным грекам река была известна под названием Мигдоний (Mygdonius).
Во время осады Нисибина 350 года персидский шах Шапур перекрыл реку Мигдоний и затопил таким образом окрестности города. Свидетель осады Ефрем Сирин в 1-м мадраше о Нисибине сравнивает город с Ноевым ковчегом во время всемирного потопа.

## Течение
Берёт начало в турецком иле Мардин, протекает через город Нусайбин и пересекает государственную границу с Сирией. Здесь река проходит через город Эль-Камышлы и течёт на юг вдоль трассы Эль-Камышлы — Эль-Хасака. Приняв левый приток Джаррах меняет направление на западное. Миновав курган Телль-Базари и приняв крупный правый приток, вновь меняет направление на южное. Вскоре Джаг-Джаг проходит через город Эль-Хасака и впадает в Хабур с левого берега.